# The Complete Miles Davis at Montreux
Albums de Miles Davis
The Complete In A Silent Way, Sessions 1969
(2001) The Complete Jack Johnson Sessions
(2003)
The Complete Miles Davis at Montreux est un coffret édité en août 2002 par Columbia Records qui regroupe la totalité des concerts donnés par Miles Davis et ses différents groupes au Festival International de Jazz de Montreux (Suisse).
Le coffret débute par un enregistrement du 8 juillet 1973 en plein cœur de la période électrique.
Après une longue absence, Miles Davis revient à Montreux presque tous les ans à partir de 1984. Sept ans de musique qui témoignent d'un retour magistral sur la scène du jazz fusion.
Accompagné de Bob Berg (saxophone) et de John Scofield (guitare), Miles Davis nous distille ses nouveaux thèmes fétiches : Star People, Time After Time, Jean Pierre (1984-1985) puis enchaine sur un rythme funky Code MD, You're under arrest, Tutu, Human Nature (1985-1988).

## CD 1
- Palais des congrès 8 juillet 1973, First set

1. Turnaroundphrase  (16:35)
2. Directions  (19:54)

Septet : Miles Davis (trompette, piano électrique), Dave Liebman (saxophones ténor et soprano, flûte), Reggie Lucas (guitare), Pete Cosey (guitare), Michael Henderson (basse), Al Foster (batterie), J.Mtume (congas, percussions, synthétiseur).

## CD 2
- Palais des congrès 8 juillet 1973, Second set

1. If (24:24)
2. Calypso Frelimo (15:56)
3. Unknown G (14:52)

Musiciens : idem CD 1.

## CD 3
- Casino de Montreux, 8 juillet 1984, First set

1. Speak/That's What Happend (11:43)
2. Star People (8:41)
3. What It Is (8:05)
4. It Gets Better (13: 46)
5. Something's On Your Mind (11:14)
6. Time After Time (13:57)
7. Hopscotch / Star On Cicely (7:11)
8. Bass Solo (1:26)

- Septet : Miles Davis (trompette, piano électrique), Bob Berg (saxophone, synthétiseur), Robert Irving III (synthétiseur), John Scofield (guitare), Darryl Jones (basse), Al Foster (batterie), Steve Thornton (percussions).

## CD 4
1. Jean Pierre (9:52)
2. Lake Geneva (4:07)
3. Something's On Your mind (reprise) (7:33)

Second Set
1. Speak / that's What Happened (8:30)
2. Star People (9:07)
3. What It Is (9:21)
4. It Gets Better (13:26)
5. Something's on Your Mind (13:01)

- Musiciens : idem CD 3

## CD 5
1. Time After Time (12:12)
2. Hopscotch / Star On Cicely (8:05)
3. Bass solo (1:53)
4. Jean Pierre (10:31)
5. Lake Geneva (3:06)
6. something's On Your Mind (10:03)
7. Code M.D. (6:51)

- Musiciens : idem CD 3 et 4.

## CD 6
- Casino de Montreux, 14 juillet 1985, First set

1. Medley : Thème de Jack Johnson / One Phone Call / Street Scenes / That What Happened (13:28)
2. Star People (6:33)
3. Maze (9:55)
4. Human Nature (5:15)
5. Medley : MD1 / Something's on Your Mind / MD2 (13:14)
6. Time After Time (8:18)
7. Ms. Morrisine[1] (10:37)
8. Code M.D. (7:49)

- Septet : Miles Davis (trompette, piano électrique), Bob Berg (saxophone, synthétiseur), Robert Irving III (synthétiseur), John Scofield (guitare), Darryl Jones (basse), Vincent Wilburn Jr. (batterie), Steve Thornton (percussions).

## CD 7
1. Pacific Express (14:37)
2. Katia (7:07)
3. Hopscotch (5:48)
4. You're Under Arrest (6:40)
5. Medley : Jean Pierre / You're Under Arrest / Then There Were None (8:42)
6. Decoy (4:13)

- Musiciens : Idem CD 6.

## CD 8
- Second set

1. Medley : Thèmes de Jack Johnson / One Phone Call / Street Scenes / That's What Happened (14:06)
2. Star People (6:12)
3. Maze (10:05)
4. Human Nature (7:18)
5. Medley : MD1 / Something's On Your Mind / MD2 (13:24)
6. Time After Time (11:10)

- Musiciens : Idem CD 6 et 7.

## CD 9
1. Ms. Morrisine (10:12)
2. Code M.D. (8:03)
3. Pacifique Express (15:05)
4. Katia (8:15)
5. Hopscotch (7:41)
6. You're Under Arrest (7:18)
7. Medley : Jean Pierre / You're Under Arrest / Then There Were None (8:18)
8. Decoy (5:06)

- Musiciens : Idem CD 6, 7 et 8.

## CD 10
- Casino de Montreux, 17 juillet 1986.

1. Medley : Thèmes de Jack Johnson / One Phone Call / Street Scenes / That's What Happened (9:09)
2. New Blues (5:55)
3. Maze (10:13)
4. Human Nature 8:24)
5. Wrinkle (10:42)
6. Tutu (6:40)
7. Splatch (11:17)

- Septet : Miles Davis (trompette, piano électrique), Bob Berg (saxophone), Adam Holzman (synthétiseur), Robben Ford (guitare), Felton Crews (basse), Vincent Wilburn Jr. (batterie), Steve Thornton (percussions), George Duke (synthétiseur) sur Tutu et Splatch.

## CD 11
1. Time after Time (8:21)
2. Al Jarreau (6:12)
3. Carnival Time (4:07)
4. Burn (8:11)
5. Portia (7:14)
6. Jean Pierre (9:40)

- Musiciens : idem CD 10. Musicien additionnel : David Sanborn  (saxophone) sur les titres 4, 5 et 6.

## CD 12
- Casino de Montreux, le 7 juillet 1988

1. In a Silent Way (1:04)
2. Intruder (4:55)
3. New Blues (7:07)
4. Perfect Way (4:50)
5. The Senate / Me & U (9:20)
6. Human Nature (13:01)
7. Wrinkle (8:16)
8. Tutu (11:05)
9. Time After Time (8:11)

- Musiciens : Miles Davis (trompette), Kenny Garrett (saxophone), Adam Holzman (synthétiseur), Robert Irving III (synthétiseur), Foley (lead basse), Benny Rietveld (basse), Ricky Wellman (batterie), Marilyn Mazur (percussions).

## CD 13
1. Movie Star (4:27)
2. Splatch (9:23)
3. Heavy Metal Prelude (5:24)
4. Heavy Metal (6:24)
5. Don't Stop Me Now (7:19)
6. Carnival Time (13:20)
7. Jean Pierre (8:50)
8. Tomaas (11:09)

- Musiciens : idem CD 12.

## CD 14
- Casino de Montreux, le 21 juillet 1989

1. Intruder (5:47)
2. Star People (12:08)
3. New Blues (6:35)
4. Hannibal (10:43)
5. Human Nature (10:50)
6. Mr. Pastorius (4:32)
7. Tutu (13:30)

- Musiciens : Miles Davis (trompette), Rick Margitza (saxophone ténor), Adam Holzman et Key Akagi, (synthétiseur), Foley (lead basse), Benny Rietveld (basse), Ricky Wellman (batterie), Munyungo Jackson (percussions); Chaka Khan chant sur Human Nature.

## CD 15
1. Jilli (5:56)
2. Time After Time (10:46)
3. Jo Jo (5:35)
4. Amandla (5:16)
5. The Senate / Me & You (11:47)
6. Wrinkle (6:50)
7. Portia (7:48)

- Musiciens : idem CD 14.

## CD 16
- Casino de Montreux, le 20 juillet 1990

1. Perfect Way (5:07)
2. New blues (8:19)
3. Hannibal (10:31)
4. The Senate / Me & You (10:37)
5. In the Night (3:09)
6. Human Nature (13:44)
7. Time After Time (8:50)

- Musiciens : Miles Davis (trompette), Kenny Garrett (saxophone alto), Key Akagi (synthétiseur), Foley (lead basse et chant), [[Richard Patterson

```
(musicien) |Richard Patterson]] (basse), Ricky Wellman (batterie), 
Erin Davis
 (percussions).
```

## CD 17
1. Wrinkle (8:02)
2. Tutu (13:18)
3. Don't Stop Me Now (11:25)
4. Carnaval Time (13:35)

- Musiciens : idem CD 16

## CD 18
- Jardin des Arènes de Cimiez, Nice, le 17 juillet 1991.

1. Perfect Way (5:27)
2. New Blues (15:28)
3. Hannibal (17:36)
4. Human Nature (16:57)
5. Time After Time (9:41)
6. Wrinkle (4:23)

- Musiciens : Miles Davis (trompette), Kenny Garrett (saxophone alto), Derek Johnson (synthétiseur), Foley (lead basse), [[Richard Patterson

```
(musicien) |Richard Patterson]] (basse), Ricky Wellman (batterie).
```